# Michael Waltz
Pour les articles homonymes, voir Waltz.
Michael George Glen Waltz, né le 31 janvier 1974 à Boynton Beach, est un militaire et homme politique américain. Membre du Parti républicain, il occupe le poste de conseiller à la sécurité nationale dans la seconde administration de Donald Trump pendant trois mois. Il est auparavant membre de la Chambre des représentants des États-Unis pour la Floride de 2019 à 2025.

## Biographie

### Carrière militaire et professionnelle
Michael Waltz est militaire de profession. Diplômé de l'Institut militaire de Virginie en 1996, il rejoint les Special Forces et sert en Afghanistan. Depuis 2000, il est réserviste de l'armée américaine.
Sous la présidence de George W. Bush, il est conseiller à la sécurité nationale du vice-président Dick Cheney. Il monte par la suite sa propre société spécialisée dans la sécurité internationale, Metis Solutions, et apparaît régulièrement sur Fox News,.
Metis Solutions prospère notamment grâce aux contrats hautement rémunérateurs remportés pour la formation des forces spéciales en Afghanistan, allant jusqu’à employer 400 personnes. L'entreprise est vendue à Pacific Architects and Engineers (PAE) en 2020 pour 92 millions de dollars, peu avant que Donald Trump n'annonce le retrait des troupes américaines d'Afghanistan (une décision qui fera chuter le cours des actions de l'entreprise). Michael Waltz gagne jusqu'à 25 millions de dollars en capital grâce à ses ventes d’actions, en plus du million de dollars obtenu par l’utilisation de ses options.

### Carrière politique
Lors des primaires républicaines de 2016, il soutient le sénateur de Floride Marco Rubio face à Donald Trump. 
À l'occasion des élections de 2018, Waltz se présente à la succession du républicain Ron DeSantis dans le 6e district de Floride, une circonscription qui s'étend de la région de Saint Augustine aux comtés de Flagler, Lake et Volusia. Il remporte la primaire républicaine avec environ 42 % des voix face à l'homme d'affaires John Ward (30 %) et au dentiste Fred Costello (27 %). Bien que le district ait donné 17 points d'avance à Trump en 2016, Waltz se retrouve dans une élection plus serrée que prévu face à la diplomate Nancy Soderberg (en). La démocrate lève ainsi 2,8 millions de dollars contre 1,3 million pour le républicain. Waltz devance finalement Soderberg d'environ 13 points, avec près de 57 % des suffrages. Il est le premier « béret vert » élu au Congrès.
Waltz a obtenu son diplôme avec mention en tant que Distinguished Military Graduate de l'Institut militaire de Virginie et a servi plus de 26 ans dans l'armée. Après avoir été nommé lieutenant, il a été diplômé de l'école des Rangers et sélectionné pour devenir Béret Vert. En tant qu’officier des forces spéciales, il a servi à travers le monde, avec plusieurs missions en Afghanistan, au Moyen-Orient et en Afrique. Pour ses actions au combat, Waltz a été décoré de quatre médailles Bronze Star, dont deux pour bravoure.
À la Chambre des représentants, il est membre de la commission des forces armées et de la commission sur la science, l'espace et la technologie.

### Administration Trump

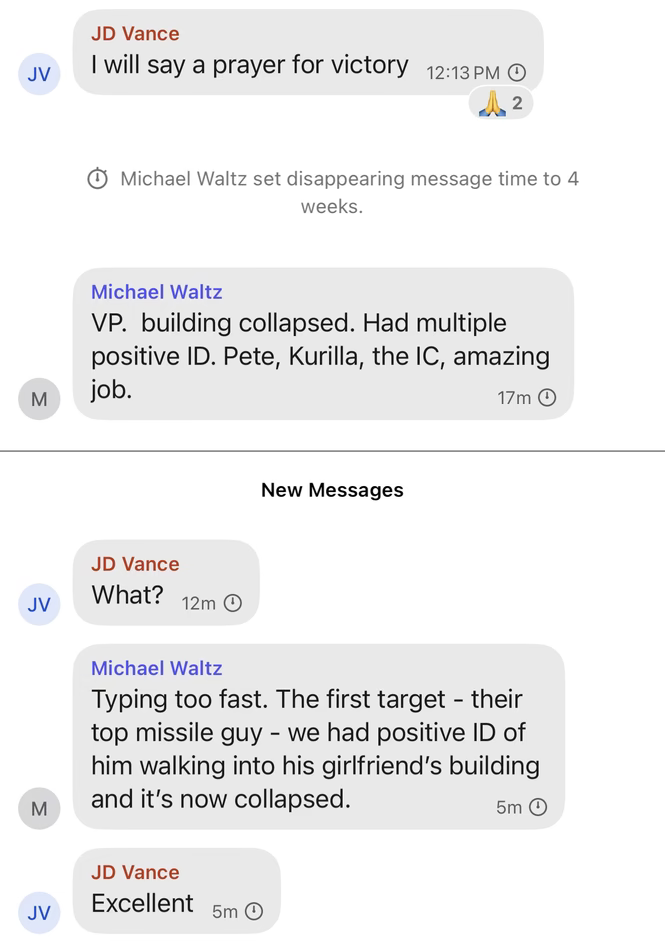
Capture d'écran de la conversation divulguée montrant Michael Waltz informant J. D. Vance du résultat des attaques américaines de mars 2025 au Yémen.

En 2024, il est réélu pour un quatrième mandat à la Chambre des représentants. Quelques jours plus tard, le président-élu Donald Trump le choisit pour devenir conseiller à la sécurité nationale dans sa seconde administration. Le 20 janvier 2025, il démissionne de son mandat à la Chambre pour prendre ses fonctions à la Maison-Blanche.
Connu pour être un « faucon », Michael Waltz est décrit par Donald Trump comme un « expert des menaces que représentent la Chine, la Russie, l’Iran et le terrorisme mondial » ainsi qu’un « fervent défenseur de (son) programme de politique étrangère “l’Amérique d’abord” ».
Réputé pour son positionnement belliciste face à l'Iran, il coordonne avec le Premier ministre israélien Benjamin Netanyahu l'utilisation d'options militaires contre ce pays. Selon le Washington Post, il travaillait activement pour faire évoluer la politique des États-Unis vers un bombardement de l'Iran.
Il plaide aussi en faveur de sanctions supplémentaires contre la Russie. Quant à la Chine, il y voit une « lutte existentielle » que doivent mener les Etats-Unis, comme il l’écrit dans un livre.
En mars 2025, Michael Waltz ajoute par erreur Jeffrey Goldberg, rédacteur en chef de The Atlantic, à un groupe Signal discutant des frappes américaines imminentes contre la milice houthie yéménite avant qu'elles ne soient connues du public. L'incident suscite des préoccupations en matière de sécurité nationale, car les règlements du Pentagone interdisent spécifiquement l'utilisation de Signal et d'applications de messagerie similaires pour partager des informations confidentielles,. Le 1er mai 2025, il est relevé de son poste par Donald Trump,. Quelques heures plus tard, le président annonce la nomination de Waltz comme ambassadeur des États-Unis aux Nations unies, un rôle pour lequel il doit faire l'objet d'un vote de confirmation par le Sénat.